# Winx Club – Das Geheimnis des verlorenen Königreichs
Winx Club – Das Geheimnis des verlorenen Königreichs (Winx Club – Il Segreto del Regno Perduto) ist ein italienischer Animationsfilm von Iginio Straffi basierend auf dem Winx Club.

## Handlung
Die Geschichte beginnt an einem verschneiten, nebligen Tag. In den vereinzelten Schneegipfeln wirft eine drohende Burg dunkle Schatten auf den Boden.
Es erscheinen sechs getarnte Gestalten, die niemand andere sind als die Winx. Bloom und ihre Freundinnen sind auf der Suche nach Blooms leiblichen Eltern, König Oritel und Königin Marion, mit Blooms Überzeugung, dass sie noch am Leben sind. Die Mädchen sind auf dem Weg zu Hagen, einem Schmied, der das Schwert von König Oritel schuf, ein magisches Schwert mit ungeheurer Kraft, das niemals von seinem rechtmäßigen Meister getrennt werden kann, in der Hoffnung, dass er die Macht des Schwertes spüren und zu Blooms Eltern zurückverfolgen kann. Die Mädchen schleichen sich nach einem leichten Sieg über seine Roboterwachen erfolgreich in Hagens Burg ein und begegnen Hagen, der sie für Eindringlinge hält. Faragonda erscheint und erleichtert Hagen, sie sind alte Freunde. Sie kehren nach Alfea zurück, um die Angelegenheit zu besprechen.
Bloom bittet Hagen um Hilfe, die Macht des Schwertes zu spüren, aber er gesteht, dass er es leider nicht kann. Bloom ist niedergeschlagen und fühlt sich schuldig für die Anstrengung, die ihre Freunde geleistet haben, obwohl es die ganze Zeit hoffnungslos war, und rennt in Tränen raus, um ihnen aus Scham und Traurigkeit aus dem Weg zu gehen. Das ist einfach, denn die meisten Alfea-Feen im dritten Jahr werden zu Schutzfeen, nachdem sie ihre Enchantix-Kräfte verdient haben. Da Blooms Fähigkeiten unvollständig sind, ist sie gezwungen, zurückzubleiben, während sie ihren Freundinnen beim Abschluss zusieht. Sie tröstet sich mit ihrem Hasen Kiko und einem neuen Kätzchen namens Ron, aber Sky tröstet und ermutigt sie dazu, ihre Suche trotz Hagens Worten fortzusetzen. Sie teilen einen zärtlichen Moment, bis ein mysteriöses Mädchen ankommt und Sky dazu zwingt, in Eile zu gehen, obwohl er Bloom verspricht, dass er später alles erklären wird.
Am nächsten Morgen begibt sich Bloom auf die Erde, um zunächst bei ihren Adoptiveltern zu bleiben. Obwohl sie glücklich scheint, bemerkt Mike Bloom depressive Verstimmung. Vanessa stimmt zu, dass sie mehr in die magische Dimension gehört. In dieser Nacht träumt Bloom von Daphne, die ihr sagt, dass es noch Hoffnung gibt: Ihre Eltern seien noch am Leben, und überlässt Bloom ihre Maske. Daphne informiert sie auch über das „Buch des Schicksals“, ein Buch, das ihr Vater aufbewahrt hat und das die gesamte Geschichte von Domino und seinem Standort erzählt.
Am Morgen ist Bloom überrascht, ihre Freundinnen und die Spezialisten sind gekommen, um ihren 18. Geburtstag zu feiern. Nicht nur, dass ihre Stimmung sich hebt, Bloom teilt auch ihren Plan mit und alle versprechen, ihr zu helfen und sie an ihre ewige Freundschaft zu erinnern. Die Wiederherstellung von Blooms Hoffnung löst das Schwert von König Oritel aus, tief im dunklen Obsidianischen Zirkel, dem Tiefpunkt aller bösen Mächte. Sein Glühen beunruhigt die Geister der drei Urhexen, den
Schuldigen hinter der Zerstörung von Domino. Sie benutzen Obsidians Wächterin Mandragora, um die Ursache der Reaktivierung
des Schwertes auszurotten und es wie eine Kerze auszustreichen, weswegen sie Mandragora zusätzlich einen Teil ihrer dunklen Kräfte verleihen: ewige Finsternis, undurchdringliches Eis und ungezügelten Sturm.
In der Zwischenzeit treffen die Winx und die Spezialisten auf Domino ein. Bloom sieht dank Daphnes Maske Domino in seinem ursprünglich paradiesischen Zustand. Die Gruppe geht auf den Berg zu, wo das Buch versteckt ist, aber Tecna informiert sie über einen mystischen Vogel namens Roc, der angeblich die Bibliothek bewacht. Die Spezialisten erklimmen zuerst den Berg, wecken aber versehentlich den Roc, der mit den Jungen davonfliegt. Die Mädchen retten die Jungs mit Musas harmonischer Musikmagie und lassen den Roc erfolgreich landen. In der Bibliothek treffen sie Lord Bartleby, Oritels verstorbenen Schreiber in geistlicher Form, der ihnen das Buch des Schicksals zeigt. Darin entdecken sie, dass Blooms Eltern Teil einer guten Kriegergruppe waren, bekannt als die Kompanie des Lichts, die dazu diente, das Böse in Form der drei Urhexen auszurotten und dass Oritel sowie alle Menschen von Domino derzeit in Obsidian gefangen sind. Das Team findet jedoch die restlichen Seiten leer, nachdem es den Kampf der Kompanie des Lichts mit den Ahnenhexen aufgezeichnet hat, ohne einen Hinweis auf den Ausgang. Bartleby erzählt dann eine Prophezeiung, in der sechs legendäre Krieger Domino retten und ein König ohne Krone das Schwert König Oritels befreien würde. Als das Team diese neue Entdeckung feiert, wird Riven von einem von Mandragoras Wanzen gebissen und wird zu ihrer Marionette.
Bald darauf wird Alfea von Mandragora angegriffen, die, obwohl sie von Faragonda, Hagen, den Lehrern und den Winx besiegt wurde, von Bloom erfährt und verschwindet. Pflichtbewusst berichtet sie den Urhexen von der zweiten Prinzessin von Domino.
Nach Mandragoras Niederlage beginnt die Gruppe nach einem Weg in den Obsidianischen Zirkel zu suchen, der sie zum Elfendorf
führt. Mit Hilfe von Lockette geht das Team zum Tor Obsidians. Als die Mädchen eintreten, erscheint Mandragora und zwingt Riven, Sky zu bekämpfen und den Schlüssel zu holen, um die Mädchen und die Jungen zu trennen. Als er dabei ist, Sky
zu erstechen, springt Musa vor ihn und wird verletzt.
Die Mädchen sind gezwungen, ihren schlimmsten Ängsten zu begegnen, und Bloom sieht eine Vision davon, was mit ihren leiblichen Eltern passiert ist: Oritel wurde von den Urhexen in den Obsidiankreis gezogen, während Marion sich in das Schwert vertieft hat, um bei ihm zu sein. Zu Blooms Entsetzen ist ihr Vater zu Stein erstarrt, gemeinsam mit allen Bewohnern ihres Planeten. Alle Feen erwachen ihrer Trance, nur um den Urhexen gegenüberzutreten, die die Winx, bis auf Bloom, stark schwächen. Sie zwingen Bloom sich zu entscheiden, das Schwert nicht zu zerstören oder ihre Adoptiveltern vor Mandragora zu retten, wie in einem Bild zu sehen ist. Bloom durchschaut die Illusion und vertraut darauf, dass die Jungs immer noch Mandragora bekämpfen und entfesselt ihr Drachenfeuer. Draußen erinnert sich Riven an alles, was er und Musa zusammen durchgemacht haben.
Er findet seine geistige Gesundheit wieder, hebt sie hoch und sie küssen sich. Als sie hinter Mandragora her sind,
kommt Sky wenige Augenblicke später, um ihr zu helfen und nimmt das Schwert, aber augenscheinlich stirbt er, da nur ein König das Schwert führen kann.
Ganz alleine ist Bloom bereit aufzugeben, als Daphne sie daran erinnert, dass sie nicht alleine ist. Bloom trägt die Maske und vereint sich mit Daphne, um die Urhexen zu zerstören. Mandragora kehrt jedoch zurück, die Urhexen nutzen ihren Körper als Wirt und wollen Bloom zu Tode zu erwürgen. Sky erwacht und ersticht Mandragora und die Urhexen mit Oritels Schwert; und Bloom nutzt ihre Drachenflamme, die Mandragora und die Urhexen zerstört, als auch ganz Obsidian und jeden der Versteinerten befreit.
Sky erklärt, dass er jetzt König von Eraklyon ist, und seine Krönung war die Nacht, in der er Bloom in Alfea verließ. Mit Domino, dass zu seinem früheren Glanz wiederhergestellt wurde, wird Oritel befreit und Marion zurück in menschliche Form gebracht; Blooms Enchantix ist komplett und sie ist endlich mit ihren leiblichen Eltern vereint.
Es folgt eine Party, bei der Oritel und Marion Bloom versprechen, dass sie für den Rest ihres Lebens da sein werden. Mike und Vanessa sind auch da und Bloom umarmt sie liebevoll. Oritel beginnt den traditionellen Vater-Tochter-Tanz, lässt aber Bloom dann mit Sky tanzen. Glücklicher als je zuvor akzeptiert Bloom ihn und küsst ihn.
Lord Bartleby erscheint im Buch des Schicksals und erzählt dem Zuschauer, dass die Prophezeiung erfüllt wurde: Bloom ist jetzt eine Wächter-Fee, die ihren Heimatplaneten rettete und es gibt eine neue Kompanie des Lichts – die Winx.
Die Urhexen finden sich gackernd inmitten des „The End“ Schriftzuges. Sie wurden nicht zerstört, vielmehr gingen die Feen dem Bösen ins Netz und befreiten die Urahninnen mit der Zerstörung des Obsidianischen Zirkels. Diese brauchen nun neue Körper. Die Trix erscheinen grinsend aus dem Dunkeln und schwören, den Winx die „albernen kleinen Flügel“ auszureißen.

## Produktion und Veröffentlichung
Der Film entstand in Zusammenarbeit zwischen den Produktionsunternehmen Rainbow S.p.A., Rai Fiction und Brain Zoo Studios. Regie führte Iginio Straffi, der Ideator und Produzent von Winx Club. Die Filmmusik stammt von Paolo Baglio. 
Mit dem internationalen Kinostart am 30. November 2007 feierte der Film seine Premiere. In Deutschland erschien Winx Club – Das Geheimnis des verlorenen Königreichs etwa ein Jahr später (Kinostart: 4. September 2008). Am 21. September 2013 wurde er dann erstmals im deutschen Fernsehen beim Sender Nickelodeon ausgestrahlt.
Ursprünglich sollte Winx Club – Das Geheimnis des verlorenen Königreichs den Abschluss zur gleichnamigen Serie bilden. 

## Synchronisation
| Rolle      | Darsteller         | Synchronsprecher       |
| ---------- | ------------------ | ---------------------- |
| Bloom      | Letizia Ciampa     | Jeanette Biedermann    |
| Stella     | Perla Liberatori   | Wicki Kalaitzi         |
| Flora      | Ilaria Latini      | Annika Desch           |
| Musa       | Gemma Donati       | Inken Baxmeier         |
| Tecna      | Domitilla D’Amico  | Ann Vielhaben          |
| Layla      | Laura Lenghi       | Ilona Otto             |
| Sky        | Marco Vivio        |                        |
| Brandon    | Gianfranco Miranda |                        |
| Helia      | Leonardo Graziano  |                        |
| Riven      | Emiliano Coltorti  |                        |
| Timmy      | Davide Perino      |                        |
| Belladonna | Monica Migliori    | Philine Peters-Arnolds |
| Mandragora | Cinzia De Carolis  | Heike Schroetter       |
| Faragonda  | Emanuela Rossi     | Rita Engelmann         |
| Griselda   | Franca Lumachi     | Astrid Bless           |
| Wizgiz     | Luigi Ferraro      | Michael Nowka          |
| Palladium  | Alessandro Budroni | Gerald Schaale         |
| Oritel     | Francesco Prando   | Robin Kahnmeyer        |
| Marion     | Claudia Razzi      | Victoria Sturm         |
| Daphne     | Roberta Pellini    |                        |
| Mike       | Roberto Certomà    | Uwe Büschken           |
| Vanessa    | Barbara De Bortoli | Daniela Thuar          |
| Hagen      | Rodolfo Bianchi    | Helmut Krauss          |